# Альянс врачей
Альянс врачей — независимый профсоюз, созданный в августе 2018 года для защиты интересов врачей и медицинских работников России. Председатель профсоюза — кандидат медицинских наук, врач-офтальмолог Анастасия Евгеньевна Васильева.

## Структура
«Альянс врачей» состоит из региональных отделений, которые управляются центральным советом и, в свою очередь, состоят из первичных профсоюзных организаций. С конца 2018 по конец 2019 года «Альянс врачей» открыл 31 региональное отделение. Членами профсоюза могут быть работники организаций здравоохранения (в том числе временно прекратившие трудовую деятельность и уволенные по тем или иным причинам, если с момента увольнения прошло не более года), учащиеся профильных образовательных учреждений в возрасте от 14 лет, неработающие пенсионеры, сохранившие связь с профсоюзом.
Согласно ЕГРЮЛ, Альянс зарегистрирован по юридическому адресу Москва, ул. Братиславская 18к1, кв 483. Фактический же адрес на официальном сайте организации отсутствует.

## Деятельность

### Забастовка в Окуловке
Работники станции скорой помощи в городе Окуловке Новгородской области дважды объявляли «итальянскую забастовку», требуя повысить оклады и улучшить снабжение станции. 16 марта 2019 года при поддержке «Альянса врачей» в Окуловке прошел митинг, где собралось около 500 человек. После переговоров с исполняющим обязанности главврача Окуловской ЦРБ Вадимом Ладягиным забастовка была прекращена. 22 апреля она возобновилась, но уже 30 апреля член «Альянса врачей» Светлана Кузнецова сообщила о её прекращении: станцию скорой помощи прикрепили к станции скорой помощи в Боровичах, работающей независимо от районной больницы. Врачи назвали это победой: в Боровичах лучше снабжение и выше зарплаты.

### Серия пикетов «За достойную медицину»
В ноябре 2019 года «Альянс врачей» провел серию одиночных пикетов «За достойную медицину» в 20 городах России. Акция была направлена против несправедливых увольнений врачей, низких зарплат и уголовного преследования медработников. Глава отделения «Альянса врачей» по Краснодарскому краю Юлия Волкова и врач Юлия Фрейлих в ходе пикетов были задержаны.

### Станция переливания крови в Ельце
В декабре 2019 года было объявлено о закрытии крупной станции переливания крови в городе Ельце Липецкой области. Станция обслуживает 250 000 человек, в запасе у нее 10 000 литров компонентов донорской крови. «Альянс врачей» совместно с жителями Ельца и сотрудниками станции провел одиночные пикеты против ее закрытия.

### 11-я гинекологическая больница в Москве
В начале декабря 2019 года сотрудники 11-й гинекологической больницы (2-й филиал городской клинической онкологической больницы № 1) в Москве оказались под угрозой увольнения. Больницу планировали закрыть под предлогом капитального ремонта. Главврач ГКОБ № 1 Всеволод Галкин предложил сотрудникам уволиться по собственному желанию с выплатой компенсации. Медработники образовали профсоюз и вступили в «Альянс врачей». Когда на совещание 18 декабря вместе с врачами пришла Анастасия Васильева, начальник охраны вызвал сотрудников Росгвардии, а Департамент здравоохранения Москвы назвал появление Васильевой на совещании провокацией. Позднее Департамент здравоохранения Москвы вмешался в ситуацию с больницей, и весь коллектив перевели в новое гинекологическое отделение больницы № 24 с сохранением должностей. Особняк, где располагалась 11-я гинекологическая больница, отошел Центру паллиативной помощи департамента здравоохранения Москвы, учрежденному Нютой Федермессер.

### Забастовка в Богдановиче
27 января 2020 года сотрудники ЦРБ в городе Богдановиче Свердловской области, члены «Альянса врачей», объявили забастовку против антисанитарных условий. Среди прочего, прачки жаловались на то, что простыни, в которые заворачивают трупы, после стирки используются повторно для больных стационара. В результате забастовки прокуратура вынесла представление министру здравоохранения Свердловской области Андрею Цветкову и начала административное производство в отношении главного врача Богдановичской ЦРБ. Через четыре дня после начала забастовки чиновники заявили, что выделят больнице около 400 миллионов рублей из бюджета.

### Мединспекция
В конце марта 2020 года «Альянс врачей» объявил о Всероссийской медицинской инспекции. Ее цель — проверить готовность российских больниц к борьбе с пандемией коронавирусной инфекции и обеспечить медицинских работников средствами индивидуальной защиты (СИЗ), а также доставку СИЗ в особо нуждающиеся объекты. На закупку СИЗ был объявлен сбор средств.
Основные требования мединспекции «Альянса врачей»:
- Обеспечить всех медиков полноценными средствами защиты международного уровня.
- Обеспечить все больницы, где находятся пациенты с подозрением на коронавирус, достаточным количеством оборудования — аппаратами ИВЛ и ЭКМО в соответствии с рекомендациями Минздрава.
- Выплачивать заработную плату всем медикам на одну ставку в соответствии с «майскими указами», доплачивать за вредные и опасные условия труда тем, кто вынужден бороться с коронавирусом.
- Прекратить закрывать медицинские учреждения, восстановить и отремонтировать инфекционные больницы — детские и взрослые.

2 апреля три автомобиля «Альянса врачей», которые везли средства индивидуальной защиты медикам в Окуловку, Старую Руссу и Великий Новгород, были задержаны полицией на въезде в Окуловку. Альянс вез 1,5 тысячи перчаток, 1,5 тысячи респираторов, 500 масок, 100 очков, 50 противоэпидемических костюмов, 300 литров антисептика. Все СИЗ были выгружены в Окуловке под присмотром сотрудников полиции, а на членов профсоюза составили протоколы в связи с нарушением режима изоляции во время пандемии коронавируса. Медики сами прибыли в отдел полиции, где им передали СИЗ.
7 апреля Мединспекции удалось передать СИЗ работникам центральной городской клинической больницы города Реутов.
18 июня 2020 года после заявления главы Росздравнадзора Аллы Самойловой о смерти от коронавируса 489 медработников, глава профсоюза Анастасия Васильева подала заявление в Следственный Комитет о возбуждении уголовного дела по ст 207.1 Уголовного Кодекса: «Публичное распространение заведомо ложной информации об обстоятельствах, представляющих угрозу жизни и безопасности граждан» на главу Роспотребнадзора Анну Попову, которая ранее заявляла, что никакой ужасающей статистики смертности медиков нет.

### 2021 год
28 января Анастасия Васильева была задержана как подозреваемая по «санитарному делу» — делу о нарушении санитарно-эпидемиологических норм на протестах в поддержку Алексея Навального в январе 2021 года, она была помещена под домашний арест, но впоследствии суд смягчил меру пресечения. По состоянию на сентябрь 2021 года Васильева являлась единственной фигуранткой дела, по которой ещё не вынесен приговор.
3 марта Министерство юстиции внесло «Альянс врачей» в список НКО — «иностранных агентов» по причине «неоднократного получения иностранного финансирования, а также осуществления политической деятельности».
В апреле 2021 года «Альянс врачей» объявил ультиматум с требованием допустить к Навальному квалифицированных специалистов. Врачей и квалифицированной необходимой помощи Алексею Навальному так и не предоставили до 6 апреля. Тогда сотрудники профсоюза Альянс врачей 6 апреля 2021 года сами приехали к колонии сами ИК-2 Покров к 12:00, чтобы помочь Алексею Навальному с его ухудшающимся состоянием здоровья.
13 апреля 2021 года сотрудники профсоюза «Альянса Врачей» вышли на одиночные пикеты за доступ в колонию независимого врача к Алексею Навальному. Полиция задержала участника профсоюза «Альянс врачей» Кирилла Бородина из-за одиночного пикета в поддержку Навального.
15 апреля 2021 года заместитель председателя «Альянса врачей» Анастасия Тарабрина вышла из него, обосновав это излишней политизированностью профсоюза, и создала новый профсоюз «Голос медицины», который, как предполагается, будет заниматься только медицинскими вопросами.
16 сентября 2021 года председатель «Альянса врачей» Анастасия Васильева опубликовала в Facebook заявление, в котором просила более «не ассоциировать» профсоюз с Фондом борьбы с коррупцией, поскольку, по её словам, ФБК прекратил поддержку профсоюза. Пресс-секретарь профсоюза сообщила, что официальное заявление об этом готовится, а страница в Facebook не была взломана, заявление было опубликовано самой Васильевой. Как отмечает Meduza, в то же время Васильева проходит обвиняемой по «санитарному делу» и является единственной фигуранткой дела, по которой ещё не вынесен приговор. Директор ФБК Иван Жданов связал произошедшее с начинавшимися на следующий день выборами в Государственную думу и заявил, что «жизнь Анастасии разными способами превратили в самый настоящий ад».
14 октября 2021 года Преображенский суд Москвы приговорил председателя «Альянса врачей» Анастасию Васильеву к одному году ограничения свободы по «санитарному делу». Васильева обязана не покидать пределы Москвы, не посещать массовые мероприятия, а также находиться дома с 22:00 до 06:00.